# Jillian Bach
Jillian Bach (Palm Beach, 27 de abril de 1973) é uma atriz estadunidense.

## Filmografia

### Televisão
- 2008 Law & Order como Rebecca Moore
- 2007 My Boys como Tina
- 2007 The King of Queens como Sandy
- 2007 Close to Home como Colleen Ames
- 2006 Grey's Anatomy como Gretchen
- 2006 Courting Alex como Molly
- 2006 ER como Penny Nicholson
- 2005 Yes, Dear! como Tammy
- 2005 Gilmore Girls como Lacey
- 2003 Still Standing como Stacy
- 2001 Two Guys and a Girl como Irene
- 2000 Party of Five como Deborah
- 1999 The X-Files como Maggie
- 1998 Felicity como Alice

### Cinema
- 2009 Julie & Julia como Annabelle
- 2008 The Uninvited como Trina
- 2004 The Last Run como Felicia